# Xíston
 Xíston (en grec antic Ξυστόν Xystón: «llança», «javelina») era un tipus de llança de l'antiga Grècia formada per un llarg bastó de fusta i dos extrems amb punta metàl·lica. Tenia doble punta de ferro, per poder usar l'altre cap si un es trencava. El pal mesurava de 3,5-4,25 mi probablement era agafada pel cavaller amb les dues mans. El xíston era empunyat per sota o per sobre del cap, presumiblement era una preferència personal.
Tenia un eix de fusta tradicional i punta metàl·lica, amb un extrem estret. Estava fet amb fusta de corneller mascle, afinada als extrems per encabir-hi les puntes de ferro. La part central del pal era més estret i feia la sensació d'una certa forma còncava al conjunt.
El corneller era un arbust comú als boscos de les muntanyes de Macedònia i més enllà, en una zona que va des dels Balcans fins a Síria, amb bosquets específics al mont Olimp, a Ftiotis, a Etòlia a l'Arcàdia i a Lacònia. S'usava aquesta fusta pels xista per la seva elasticitat i duresa, que la feia molt resistent, tan per les llances com per les javelines i els arcs. Encara que la fusta s'utilitzés per aquesta llança tan llarga suportava el seu propi pes i no necessitava cap regruix per equilibrar-la.
El xíston és esmentat generalment com una de les armes que portaven els  heters  (Εταίροι), els  «Companys»  les forces de cavalleria de l'antiga Macedònia. Després de la mort d'Alexandre el Gran els heters es van anomenar xistòfors (Ξυστοφόροι Xystophóroi, xistòfor en singular, literalment «portador de xíston»). En l'obra en grec La guerra dels jueus, l'historiador Flavi Josep fa servir el terme xíston per descriure la javelina llancívola romana, el pílum.